# Лильбонн, Франсуа-Мари де Лоррен
Франсуа Мария Лотарингский (фр. François Marie de Lorraine; 4 апреля 1624[…], Париж — 19 января 1694[…], Париж) — французский аристократ, принц де Лильбонн, также носил титул герцога де Жуайёза.

## Биография
Представитель рода Гизов, младшей линии Лотарингского дома. Четвёртый сын Шарля II де Гиза (1596—1657), 2-го герцога д’Эльбёф, и Екатерины Генриетты де Бурбон (1596—1663), мадемуазели де Вандом, незаконнорождённой дочери короля Франции Генриха IV Бурбона и его фаворитки Габриэль д’Эстре.
В юности носил титул графа де Лиллебонна, позднее стал именоваться принцем. В 1692 году Франсуа Мария продал графство Лиллебонн своему племяннику Генриху, герцогу д’Эльбёфу.
Член дома Гизов, основателем которого был Клод Лотарингский, 1-й герцог де Гиз, сын герцога Лотарингского Рене II де Водемона. во Франции Гизы считались иностранными принцами, находясь по рангу ниже чем члены королевской семьи и принцы крови.
Его кузенами по отцу были Филипп де Лоррен-Арманьяк (миньон Филиппа, герцога Орлеанского) и граф Луи д’Арманьяк. Его кузенами по материнской линии были король Франции Людовик XIV и герцог Орлеанский.
Служил капитаном кавалерии в полку кардинала Мазарини. Во время Тридцатилетней войны участвовал в 1644 году в осаде Лериды в Испании. В 1645 году принимал участие в битве при Нёрдлингене, где был ранен (его старший брат Карл III, герцог Эльбеф, также участвовал в этой битве). Позднее участвовал в войне против Испании до заключения брака между королём Франции Людовиком XIV и испанской инфантой Марией Терезой Австрийской.

## Браки и дети
Был дважды женат. 3 сентября 1658 года в Париже женился на Кристине д’Эстре (ум. 18 декабря 1658), дочери маршала Франции Франсуа-Аннибаля д’Эстре (1573—1670). Супруги не имели детей.
Овдовев, 7 октября 1660 года вторично женился на своей кузине Анне Лотарингской (1639—1720), дочери герцога Лотарингского Карла IV (1604—1675) и Беатрис де Кюзанс (1614—1663). В качестве свадебного подарка отец отдал дочери Hôtel de Beauvau, который позднее был переименован в Hôtel de Lillebonne (Нанси). Свадьба состоялась в Аббатстве Святого Петра на Монмартре. Его шурином был Шарль Генри Лотарингский (1649—1723), принц де Водемон, сын Карла IV, герцога Лотарингии, и Беатрис де Кюзанс. Дети:
- Шарль Франсуа Лотарингский (11 июля 1661 — 15 августа 1702), принц де Коммерси, не был женат и погиб в битве при Луццаре в Кремоне
- Беатриса Иеронима Лотарингская[фр.] (1 июня 1662 — 9 февраля 1738), мадемуазель де Лиллебонн, аббатиса Ремирмона (с 1710)
- Тереза Лотарингская (12 мая 1663 — 17 сентября 1671)
- Мария Франсуаза Лотарингская (28 мая 1666 — 10 мая 1669)
- Елизавета Тереза Лотарингская[фр.] (5 апреля 1664 — 7 марта 1748), мадемуазель де Коммерси, муж с 1691 года — Луи I де Мелён (1673—1704), принц д’Эпинуа (1679—1704). Мать Луи де Мелена, князя д’Эпине, и Анны Жюли де Мелен, принцессы де Субиз.
- Себастьянна Лотарингская (19 апреля 1667 — 15 августа 1669)
- Жанна Франсуаза Лотарингская (6 сентября 1668—1680)
- Генрих Луи Лотарингский (26 октября 1669 — 17 марта 1670)
- Жан Поль Лотарингский (10 июня 1672 — 29 июля 1693), погиб в битве при Ландене.

Его старший сын принц Коммерси, погиб в боях в 1702 году. Старшая дочь Беартиса Иеронима была аббатисой в крупном аббатстве Ремирмон. Его другая дочь Елизавета Тереза стала женой Луи де Мелёна, принца д’Эпинуа и матерью Анны Юлии Аделаиды де Мелён, жены Шарля де Рогана.
69-летний Франсуа Мария скончался в Париже в 1694 году, его жена пережила мужа на 26 лет.